# Colchicum paschei
Colchicum paschei är en tidlöseväxtart som beskrevs av Karin Persson. Colchicum paschei ingår i släktet tidlösor, och familjen tidlöseväxter. Inga underarter finns listade i Catalogue of Life.